# Liposchema
Liposchema là một chi bướm đêm thuộc họ Geometridae.